# Pontypridd
Pontypridd est une ville britannique située dans le county borough (comté) de Rhondda Cynon Taf, dans le sud du pays de Galles. Lors du recensement de 2011, elle compte 29 781 habitants.

## Toponymie
Le nom Pontypridd vient du gallois « Pont-y-ty-pridd », c'est-à-dire « le pont par la maison d’argile », de ty, maison et pridd argile, une référence à une succession des ponts en bois qui enjambaient autrefois la Taf à cet endroit. La ville se situe à la jonction des vallées de la Taf et de la Rhondda.

## Personnalités liées à Pontypridd

### Personnalités originaires de Pontypridd
- Evan James et James James, compositeurs de l'hymne national gallois Hen Wlad Fy Nhadau (« Le vieux pays de mes ancêtres »), qui est également l'hymne breton ;
- Sir Tom Jones (1940-), chanteur gallois ;
- Phil Campbell, guitariste du groupe Motörhead ;
- Chris Slade, batteur du groupe AC/DC ;
- Deborah Ann Wilcox, baronne Wilcox de Newport (1969-) femme politique galloise et ancienne enseignante, membre de la Chambre de lords ;
- Lostprophets, groupe de nu metal gallois.

### Personnalités décédées à Pontypridd
- Arthur Champion (1897-1985), connu sous le nom de Joe Champion, homme politique britannique.